# فري كاد
فري كاد (بالإنجليزية: FreeCAD)‏ هو برنامج تصميم نماذج CAD ثلاثي الأبعاد للأغراض العامة، تم تطويره ليكون مفتوح المصدر تمامًا (ترخيص LGPL). يهدف إلى المساعدة بشكلٍ رئيسي في الهندسة الميكانيكية وتصميم المنتجات، لكنه يناسب أيضًا مجموعة واسعة من الاستخدامات الهندسية الأخرى، مثل الهندسة المعمارية وتحليل العناصر المحدودة والطباعة ثلاثية الأبعاد وغيرها من المهام.
كما هو الحال مع العديد من برامج تصميم CAD، يحتوي فري كاد على العديد من المكونات ثنائية الأبعاد من أجل رسم الأشكال المستوية أو إنشاء رسومات الإنتاج.
يعد فري كاد برنامج متعدد الأنظمة، ويعمل حاليًا على أنظمة Linux / Unix و Windows و Mac OSX بنفس الشكل والوظائف على جميع الأنظمة الأساسية.

## مشروع فري كاد
بدأ مشروع FreeCAD منذ عام 2001.
يتم تحديث وتطوير هذا البرنامج من قبل مجتمع من المطورين والمستخدمين المتحمسين. وهم يعملون ذلك بشكلٍ طوعي في وقت فراغهم.